# Bronkhorstspruit

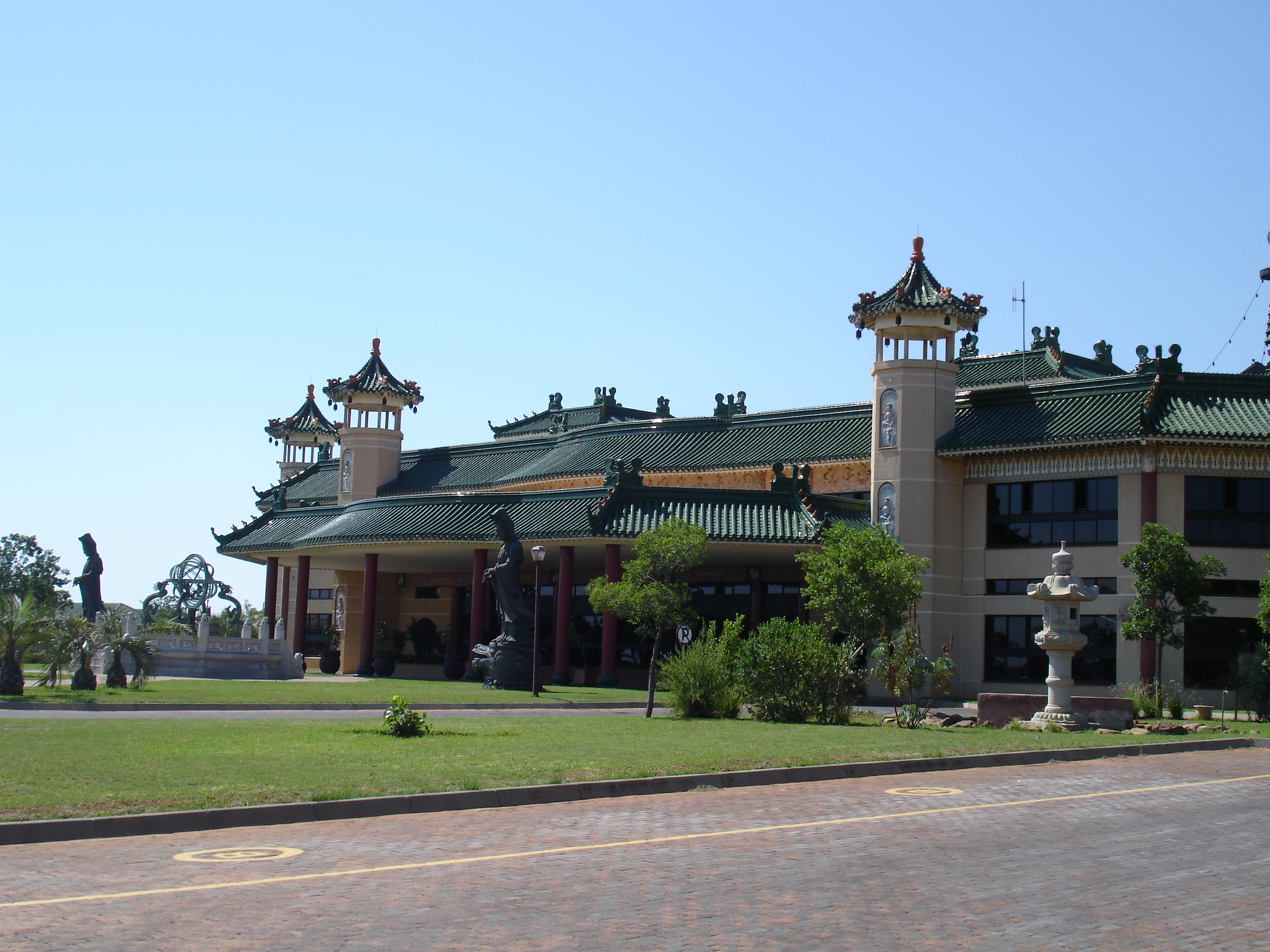
Hindoe-tempel

Bronkhorstspruit is een plaats in de Zuid-Afrikaanse provincie Gauteng.
Bronkhorstspruit telt ongeveer 12.500 inwoners en ligt op 1375 m hoogte. De plaats is in 1858 gesticht als Kalkoenkransrivier.

## Subplaatsen
Het nationaal instituut voor de statistiek, Stats SA, deelt sinds de census 2011 deze hoofdplaats in in 8 zogenaamde subplaatsen (sub place), waarvan de grootste zijn:
Masada • Riamar park.